# 11-й Вирджинский пехотный полк
11-й Вирджинский пехотный полк (англ. The 11th Virginia Volunteer Infantry Regiment) — был пехотным полком, набранным в штате Вирджиния для армии Конфедерации во время Гражданской войны в США. Он сражался почти исключительно в составе Северовирджинской армии.

## Формирование
11-й вирджинский был организован в Линчберге, Вирджиния, в мае 1861 года и принят на службу Конфедерации в июле. Его солдаты набирались в округах Кэмпбелл, Ботетур, Монтгомери, Фокьер, Калпепер и Рокбридж. Командиром полка стал сначала Джубал Эрли, но вскоре его сменил Самуэль Гарланд. К июлю 1861 года полк имел следующий ротный состав:
- Рота (A Lynchburg Rifle Greys), капитан Лэнгхорн
- Рота B (Southern Guards), капитан Сундерс
- Рота C (Clifton Greys), капитан Клемент
- Рота D (Fincastle Rifles), капитан Хоустон
- Рота E (Lynchburg Rifles), капитан Бланкеншип (смещён после сражения при Блэкберн-Форд и командование принял первый лейтенант Уинфрей)
- Рота F (Preston Guards): капитан Фоулкес
- Рота G (Lynchburg Home Guard), капитан Отей
- Рота H (Jeff Davis Guards), капитан Хатер
- Рота I (Rough and Ready Rifles), капитан Джеймсон
- Рота K (Valley Regulators), капитан Йитмен

## Боевой путь
14 мая полк был переброшен к Манассасу и в июне использовался для охраны штаба генерала Борегара. 1 июля полк был официально принят на службу в армию Конфедерации, а 18 июля участвовал в сражении при Блэкбернс-Форд. В этом сражении погиб первый майор полка, Картер Харрисон. 21 июля полк участвовал в Первом сражении при Булл-Ран в бригаде Джеймса Лонгстрита, хотя в бою задействован не был.
21 августа капитан Морис Лэнгхорн получил звание майора. 20 декабря полк участвовал в сражении при Дрейнсвилле под командованием Джеба Стюарта, где потерял 6 человек убитыми и 15 ранеными. 
В марте 1862 года полк был переведён в Йорктаун и 24 марта командование ею принял генерал Эмброуз Поуэлл Хилл. Она участвовал в обороне города, а 5 мая участвовал в сражении при Уильямсберге, где потерял 134 человека. Ранен был и полковник Гарланд. 23 мая подполковник Фанстен был повышен до полковника, а майор Лэнгхорн стал подполковником. Капитан Адам Клемент получил звание майора, но оно не было подтверждено и майором стал капитан роты G, Кирквуд Отей.
25 мая Хилл стал командиром дивизии, а бригада была передана полковнику Джеймсу Кемперу. В составе его бригады 11-й Вирджинский сражался 31 мая 1862 года в сражении при Севен-Пайнс. Полковник Фанстен и подполковник Лэнгхорн были тяжело ранены в этом бою.

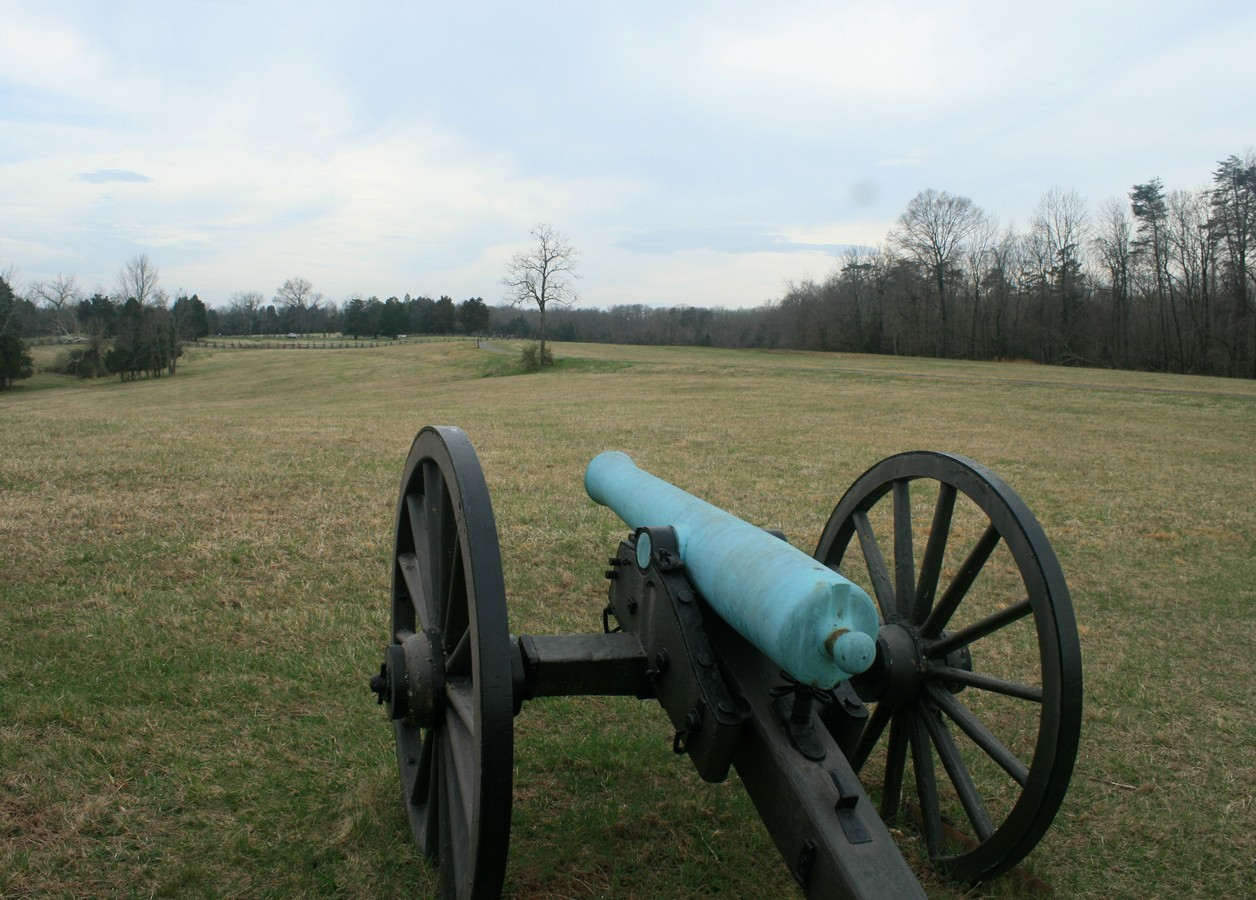
Мемориальное орудие батареи Уилдрича на хребте Чинн-Ридж (2015)

Через месяц полк участвовал в Семидневной битве. Он был введён в бой во время сражения при Глендейле, где потерял 100 человек. В августе Кемпер временно принял командование дивизией, передав бригаду генералу Монтгомери Корсе. В его бригаде полк сражался во втором сражении при Булл-Ран, где потерял 63 человека. В этом бою полк участвовал в атаке бригады Корсе на хребте Чинн-Ридж, который обороняла федеральная бригада Маклина и батарея Уилдрича.
Весной 1863 года полк в составе дивизии Пикетта участвовал в осаде Саффолка, и из-за этого пропустил сражение при Чанселорсвилле.
Во время сражения при Геттисберге полк состоял в бригаде Кемпера и командовал им майор Кирквуд Отей. Полк участвовал в «Атаке Пикетта», где майор Отей был тяжело ранен.
Мы не добились ничего, кроме славы, и потеряли храбрейших наших людей. 

— Джой Джеймс, лейтенант 11-го вирджинского, об атаке Пикетта
В 1864 году полк был задействован в сражениях при Дрюри-Блафф и при Колд-Харбор. Во время осады Петерсберга полк оборонял траншеи к северу от реки Джеймс, весной 1865 участвовал в отступлении от Ричмонда и сдался со всей армией при Аппоматтоксе.
Потери полка составили 6 убитыми и 15 ранеными при Дрейнсвилле, всего 750 человек в апреле 1862, 134 в сражении при Уильямсберге и 100 в сражении при Глендейле (где полк участвовал в первой атаке того сражения, вместе со всей бригадой Кемпера). Во втором сражении при Бул-Ране полк потерял 63 человека. В геттисбергском сражении участвовали 359 человек этого полка, из которых потери составили около 40 %. При Дрюри-Блафф полк потерял 15 убитыми и 94 ранеными. Многие попали в плен в сражении при Сайлерс-Крик. На момент капитуляции в полку остался 1 офицер и 28 рядовых (полк числился в дивизии Пикетта, в бригаде Уильяма Терри)